# Fernando Moner
Fernando Daniel Moner (* 30. Dezember 1967 in Mercedes) ist ein ehemaliger argentinischer Fußballspieler.

## Karriere
Moner begann seine Profilaufbahn 1986 beim argentinischen Erstligisten San Lorenzo de Almagro. 1987/88 wurde er mit dem Verein Vizemeister der Primera División. Im 1988 unterschrieb er einen Vertrag beim japanischen Erstligisten All Nippon Airways (Yokohama Flügels). 1988/89 wurde er mit dem Verein Vizemeister der Japan Soccer League. 1991 wechselte er zum spanischen Atlético Madrid. 1993 kehrte er zu Yokohama Flügels zurück. Für Yokohama bestritt er 60 Erstligaspiele und schoss dabei drei Tore. 1993 gewann er mit dem Verein den Kaiserpokal. 1995 kehrte er nach Argentinien zurück. Hier spielte er bis 2002 für Atlético Tucumán, Platense, Unión de Santa Fe und Huracán. Im September 2002 unterschrieb er einen Vertrag beim japanischen Zweitligisten Yokohama FC. Im März 2003 beendete er seine Karriere als Fußballspieler.

## Erfolge
Yokohama Flügels
- Japanischer Pokalsieger: 1993